# Mashimaro

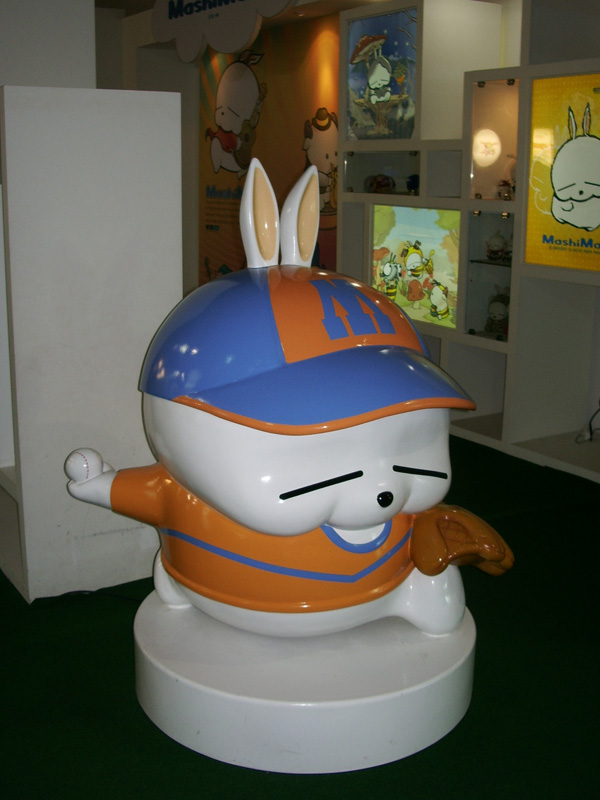
Figura Mashimaro w stroju bejsbolisty.

Mashimaro (마시마로) lub Yeopki Tokki (kor. 엽기토끼, „dziwaczny królik”) jest południowokoreańską postacią fikcyjną, grubym królikiem stworzonym przez Kim Jae In (김재인). Stworzony został w 2000 roku. Mashimaro zadebiutował w serii animacji Flash udostępnianych w Internecie; filmiki nie posiadały w większości dialogów, choć czasami pojawiały się w nich koreańskie lub angielskie słowa. Istnieje wiele gadżetów związanych z postacią i serią, podobnie jak w przypadku Hello Kitty.
Animacje Mashimaro zawierają wiele skatologicznego humoru. Królik często przedstawiany jest z przepychaczem na głowie.

## Lista postaci
- Mashimaro – tytułowy otyły biały królik. Pije dużo alkoholu. Jest przebiegły, czasem kradnie jedzenie. Potrafi rozbić na swoim czole butelkę piwa, nie czyniąc sobie przy tym krzywdy.
- Chocomaro – sobowtór Mashimaro, brązowy królik.
- Mero – koza, jest miła dla wszystkich.
- Boogaloo i Booma – niedźwiedzie. Booma jest synem Boogaloo.
- Piyoz – świnia. W odcinku szóstym wystąpił w roli policjanta i został zepchnięty z klifu przez Mashimaro przebranego za psa. Pracuje bardzo intensywnie, nie zostawia sobie czasu na odpoczynek i nie cierpi, gdy jego plany się opóźniają.
- Noonoo – pies. Występował w roli Świętego Mikołaja. W jednym z odcinków pomalował pośladki Mashimaro tak, aby wyglądały jak brzoskwinia, którą stracił, gdy wpadła do wody.
- Pista i Pistachi – małpy. Pista jest dzieckiem Pistachi.

## Charakterystyka serii
Mashimaro jest przykładem franczyzy bazującej na estetyce kawaii, ale jednocześnie parodiującej ją. Postacie, a przede wszystkim główny bohater, nawiązują do wizerunków maskotek i uroczych postaci, na przykład tych wypromowanych przez japońską firmę Sanrio. Imię Mashimaro nawiązuje do angielskiego marshmallow oznaczające piankę, którą kolorem i kształtem przypomina bohater. Jego zachowanie i osobowość są jednak kontrastem wobec pozornie „słodkiego” wyglądu.
Przygody postaci posiadają purnonsensową atmosferę i pojawiają się w nich tematy tabu np. wydalanie, alkohol. Pomimo estetyki przypominającej kreskówki adresowane do dzieci, Mashimaro jest serią skierowaną do starszych odbiorców, wpasowującą się w kulturę memów i popularność ironicznych mediów. Seria opiera się w dużej części na zjawisku satyry.

## Popularność
Postać skomercjalizowano już w 2001 roku, a w 2004 roku w Korei Południowej powstała agencja promująca markę Mashimaro. Produkty z postacią rozpowszechniły się w rodzimym kraju, a następnie także w Chinach i w Japonii. W Chinach Mashimaro zyskał przydomek „królika-łobuza” (chiń. 流氓兔, liúmáng tù). Mashimaro pojawia się w formie pluszaków, nadruków na ubraniach, gadżetów takich jak figurki czy zegarki lub artykuły papiernicze. Obecnie prawa do postaci posiada firma Lambswool Electronics. Mashimaro bywa określany jako pierwsza koreańska maskotka, która zdobyła światową popularność.
Mashimaro wspomniany jest w powieści Płacząc w H Mart amerykańsko-koreańskiej pisarki Michelle Zauner. Jego imię jest także wspomniane w koreańskim filmie The Way Home (집으로, Jib eu ro) w reżyserii Lee Jeong-hyang z 2002 roku.
W 2018 roku powstał chiński serial animowany wykorzystujący postać Mashimaro, stworzony przez Tangxin Media (producent) i Wuzhi Animation. Serial Bié rě liúmáng tù mǎ xiū (chiń. 别惹流氓兔马修) zadebiutował 2 marca 2018 w streamingu na platformie iQIYI.